# Chikkakundur, Sakleshpur
Chikkakundur là một làng thuộc tehsil Sakleshpur, huyện Hassan, bang Karnataka, Ấn Độ.